# Teatro Farnese
Il Teatro Farnese, a Parma, era il teatro di corte dei duchi di Parma e Piacenza. Oggi è inserito all'interno del percorso della Galleria Nazionale ed è diventato recentemente sede di alcune rappresentazioni concertistiche e operistiche del Teatro Regio di Parma.

## La storia del Teatro Farnese
Venne fatto costruire a partire dal 1618 da Ranuccio I, duca di Parma e Piacenza, che intendeva celebrare con uno spettacolo teatrale la sosta a Parma del granduca di Toscana, Cosimo II, diretto a Milano per onorare la tomba di san Carlo Borromeo, canonizzato nel 1610.
La realizzazione dell'opera venne affidata all'architetto Giovan Battista Aleotti, detto l'Argenta (1546-1636): venne costruito al primo piano del Palazzo della Pilotta di Parma, in un grande vano progettato come Salone Antiquarium ma sempre utilizzato come sala d'armi e come sede di tornei.
Il teatro venne completato nell'autunno del 1618 e dedicato a Bellona (dea della guerra, in omaggio alla prima destinazione dell'ambiente) ed alle Muse: a causa di una malattia che aveva colpito Cosimo II, costringendolo ad annullare il pellegrinaggio programmato, il teatro rimase inutilizzato per quasi dieci anni. Venne finalmente inaugurato il 21 dicembre del 1628, in occasione delle nozze di Odoardo, figlio di Ranuccio, con Margherita de' Medici, figlia di Cosimo.
Per celebrare l'evento venne allestito lo spettacolo Mercurio e Marte, con testi di Claudio Achillini, musiche di Claudio Monteverdi e scenografie di Francesco Guitti: nel corso dell'opera venne anche allagata la cavea ed inscenata una naumachia. A causa della complessità e degli elevati costi degli allestimenti, il teatro venne utilizzato solo altre otto volte: l'ultima nel 1732, in occasione dell'arrivo di don Carlo di Borbone nel ducato.

## Descrizione

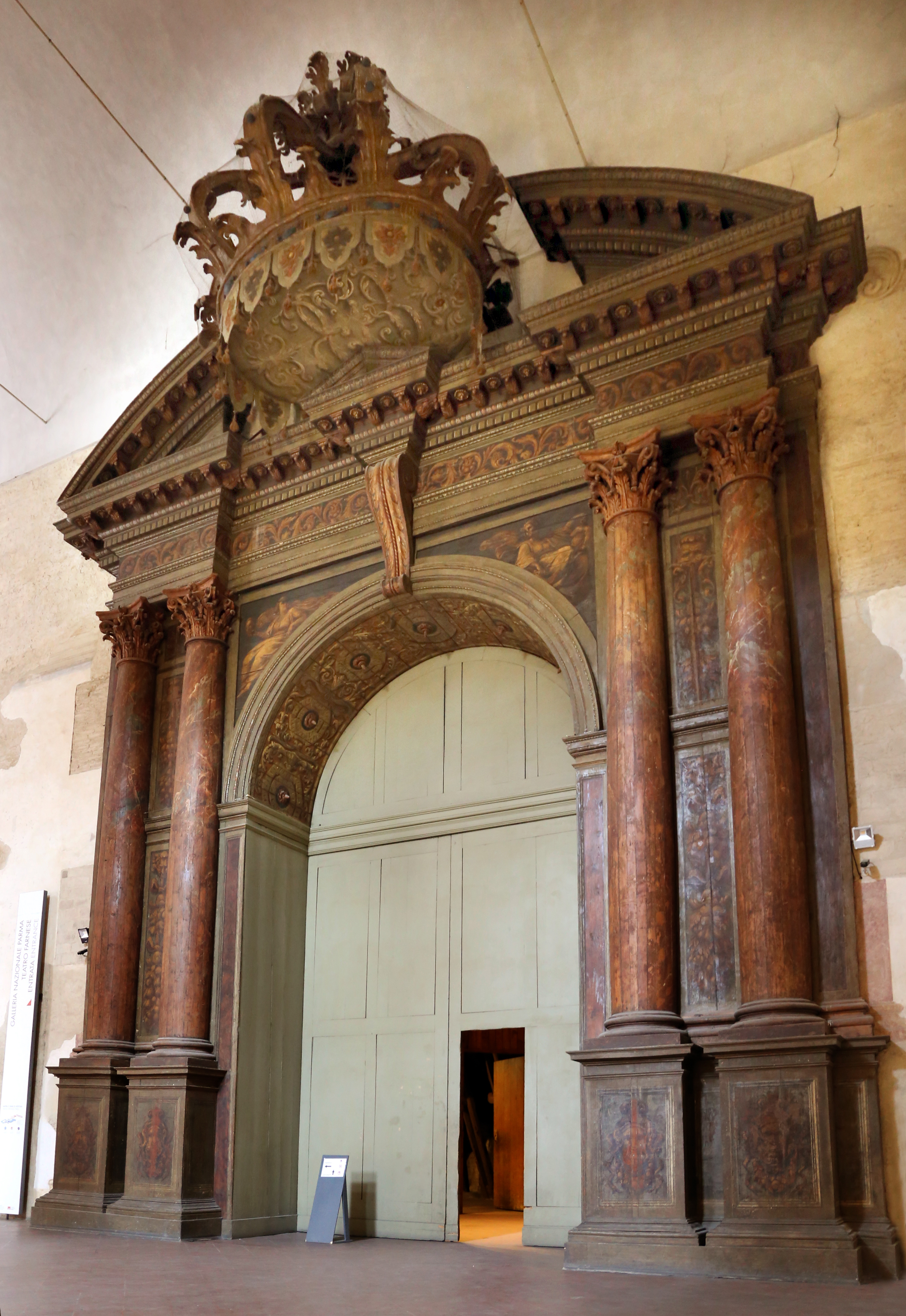
Ingresso del teatro all'interno del Palazzo della Pilotta

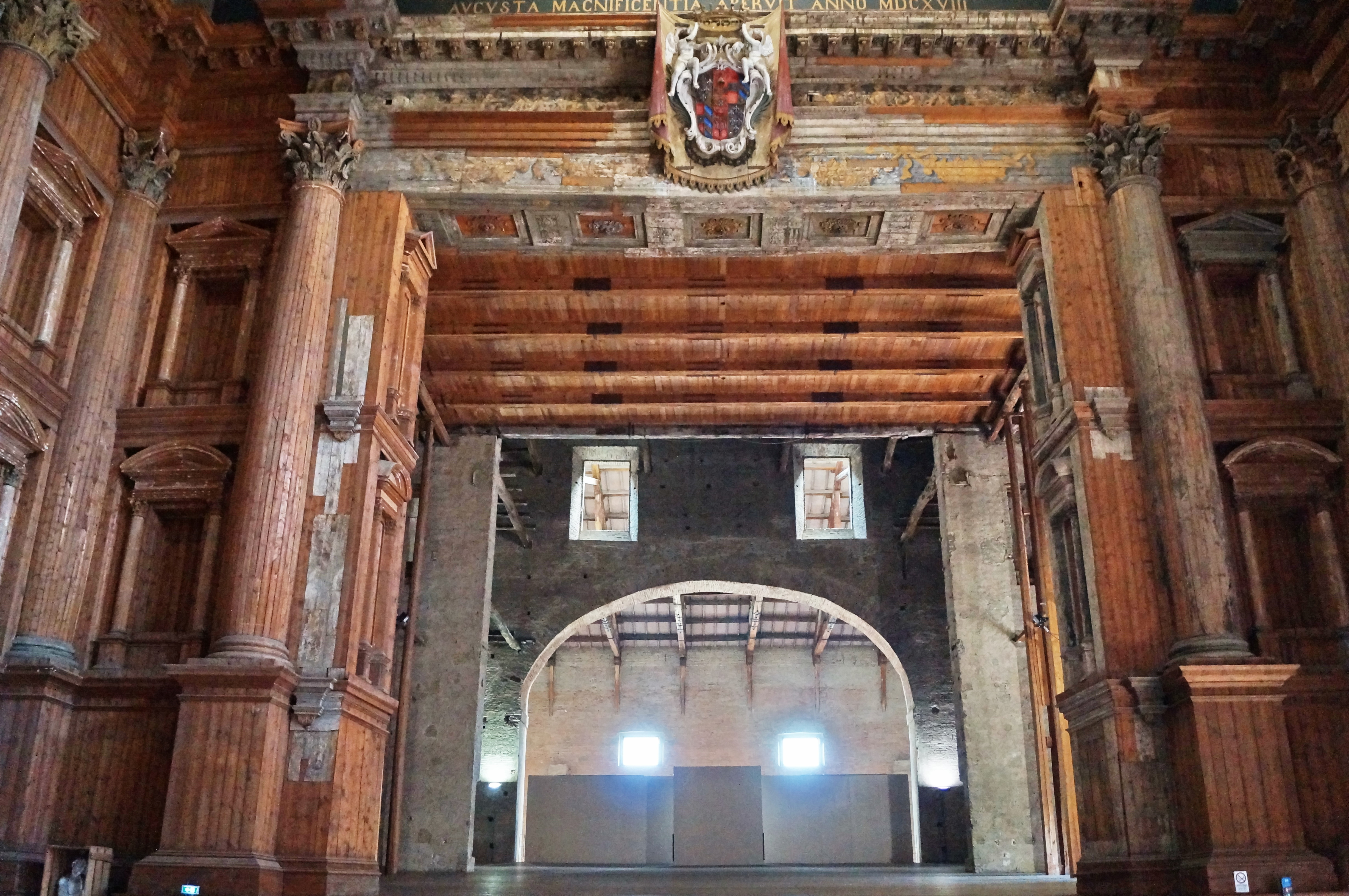
Palcoscenico

L'Argenta si ispirò al Teatro Olimpico di Vicenza, costruito dal Palladio nel 1580, e al Teatro all'Antica di Sabbioneta, costruito tra il 1588 e il 1590 dall'architetto Vincenzo Scamozzi.
Ospitato in un ampio salone (87 metri di lunghezza per 32 di larghezza e 22 di altezza), la cavea ad U è formata da quattordici gradini sui quali potevano essere ospitati circa 3000 spettatori: alla sommità della cavea sono due ordini di serliane, quello inferiore tuscanico e quello superiore ionico; il palcoscenico è lungo 40 metri, con un'apertura di 12 metri.
La struttura venne realizzata in legno (abete rosso del Friuli) ed interamente ricoperto di stucco dipinto per simulare il marmo (materiali caratteristici delle architetture effimere, quale doveva essere il Teatro Farnese).
La decorazione scultorea (statue a soggetto mitologico in gesso, con anima di paglia) venne affidata ad una squadra di artisti guidata da Luca Reti; i pittori, guidati da Giovan Battista Trotti detto il Malosso, Lionello Spada, Sisto Badalocchio, Antonio Bertoja e Pier Antonio Bernabei, dovettero provvedere, oltre che alla decorazione delle pareti, anche a quella oggi perduta del soffitto.
È da alcuni considerato uno dei primi teatri ad essere dotato di un arco di proscenio permanente, tuttavia quando il teatro fu costruito le rappresentazioni non si tenevano lì.

## Decadenza e rinascita

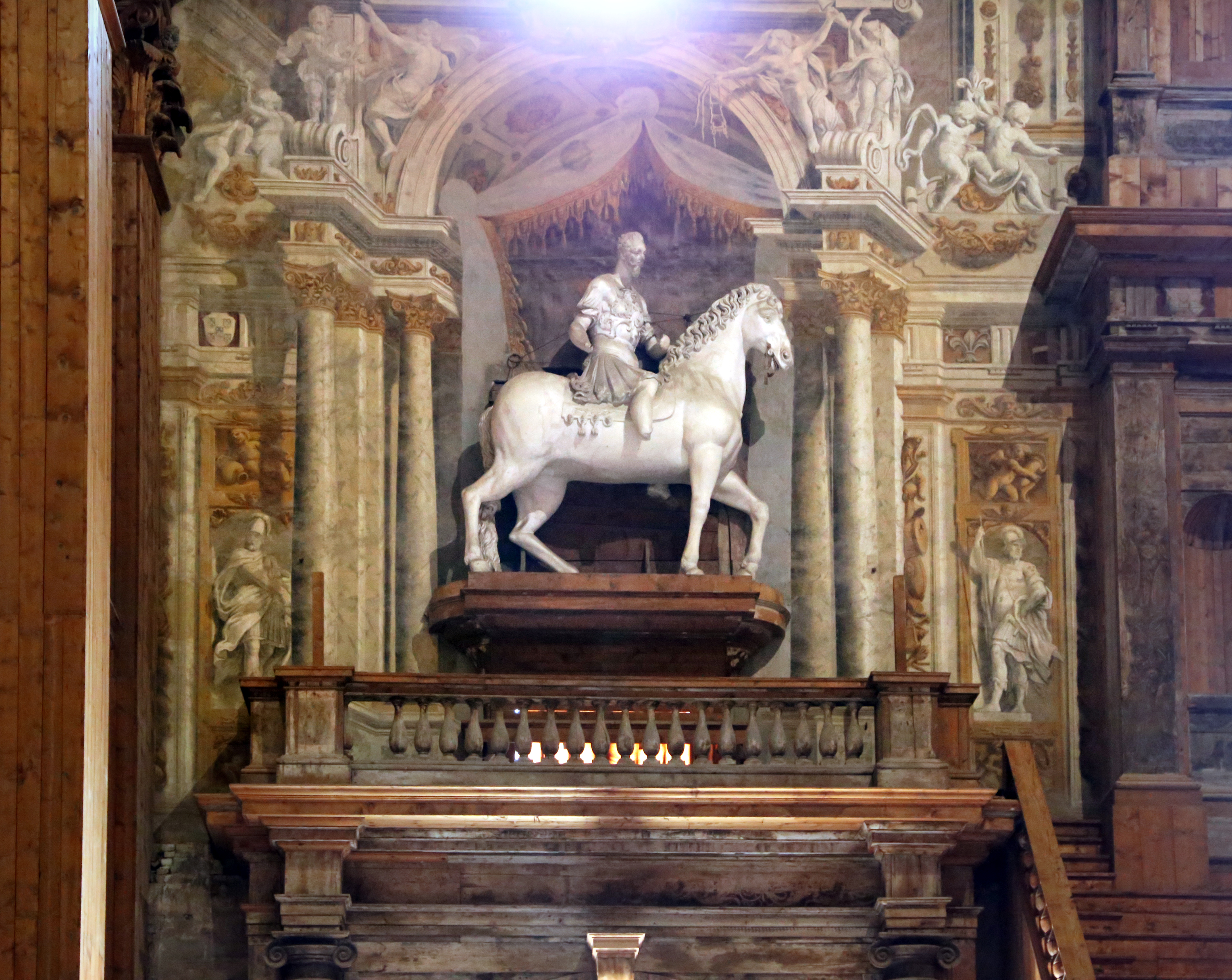
La statua equestre del duca Alessandro Farnese, sopravvissuta ai bombardamenti della seconda guerra mondiale

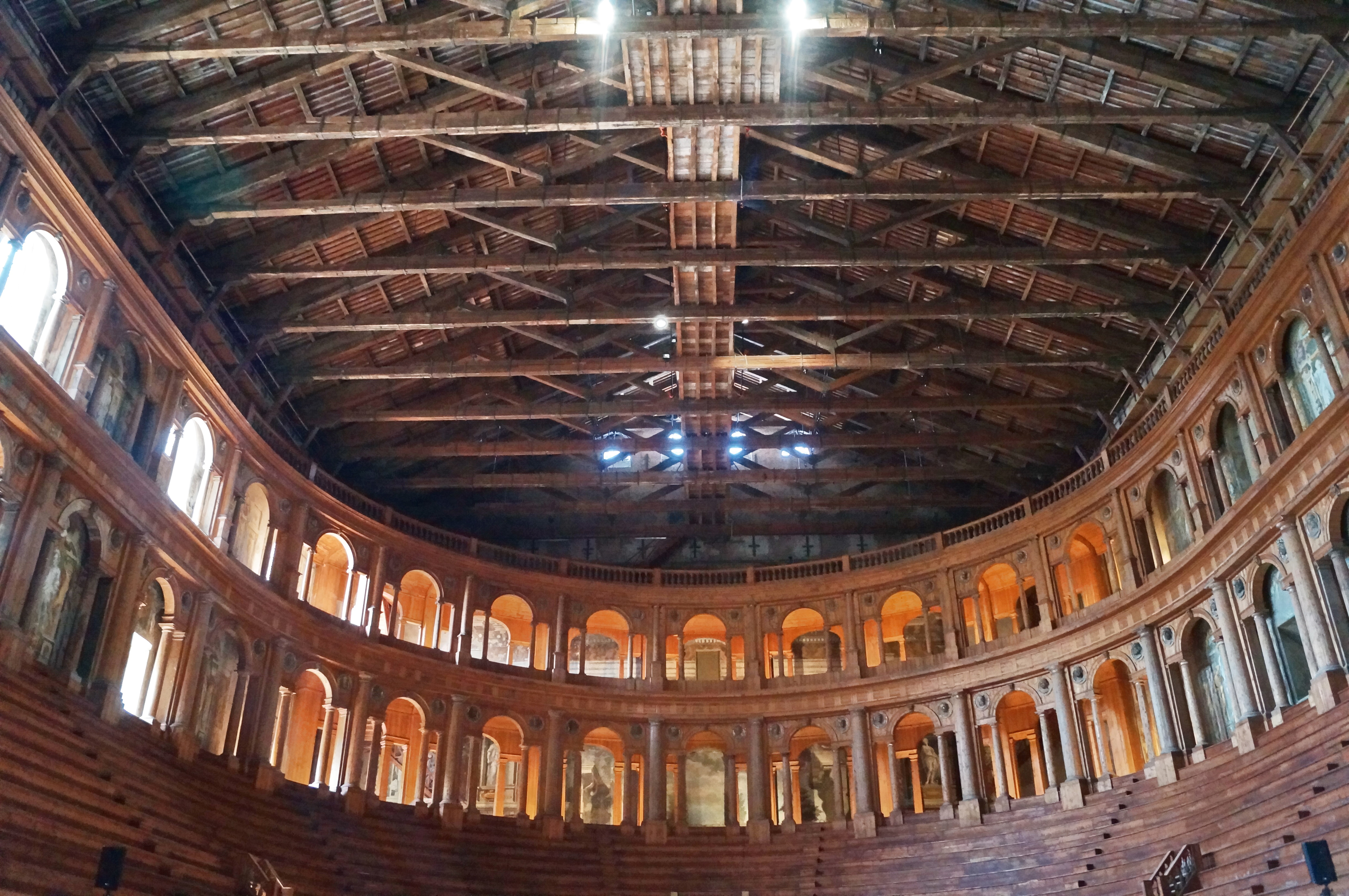
La copertura a capriate lignee ricostruita nel secondo dopoguerra

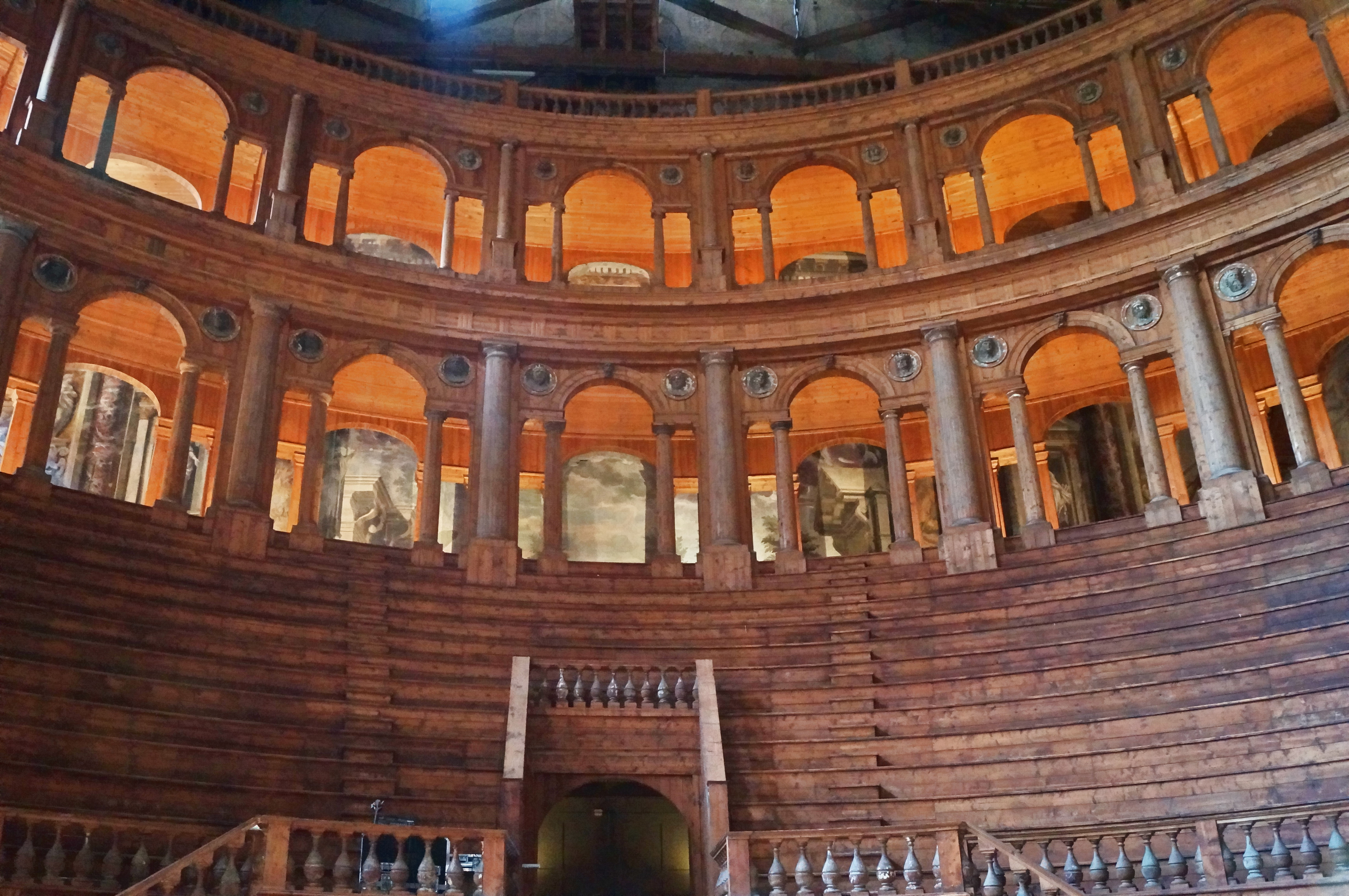
Dettaglio dei palchi

Dopo la rappresentazione del 1732, il teatro decadde inesorabilmente: venne quasi completamente distrutto durante la II Guerra Mondiale, in un bombardamento degli Alleati del 13 maggio 1944.
Fu ricostruito tra il 1956 e il 1960, secondo i disegni originali con il materiale recuperato e inserito come prestigioso ingresso della Galleria Nazionale di Parma.
Solo recentemente, dopo un'inattività durata quasi tre secoli, il teatro è ritornato ad ospitare eventi teatrali. Nel 1990 l'Associazione Culturale Ensemble Edgard Varése realizzò un "Omaggio a Luigi Nono", e nel 1991 venne inaugurata la prima edizione di Fondazione Prometeo. Del 2001 è il progetto 'FarneseShakespeare', curato dalla Fondazione Teatro Due in occasione delle Celebrazioni Verdiane. La prima tappa del progetto è la messa in scena, curata da Dominique Pitoiset, de La tempesta, scritta da Shakespeare nel 1612, cinque anni prima della fine dei lavori di costruzione del Teatro Farnese. La Tempesta debutta in prima nazionale il 12 giugno 2001 e verrà replicata fino al 24 giugno. Tra gli interpreti ci sono Roberto Abbati, Paolo Bonacelli, Nicola Alcozer, Gigi Dall'Aglio. Come vi piace, la seconda tappa del progetto FarneseShakespeare, vede la regia di Gigi Dall'Aglio e tra gli interpreti Elisabetta Pozzi, Francesco Migliaccio, Vittorio Franceschi,  Umberto Bortolani, Paolo Bocelli.
Il 20 giugno 2002 va in scena la tragica storia di Amleto principe di Danimarca di William Shakespeare per la regia di Walter Le Moli con la traduzione di Luca Fontana. Elisabetta Pozzi indossa gli abiti neri del principe di Danimarca, affiancata da Mauro Avogadro, Mariangela D'Abbraccio, Giovanna Di Rauso, Cosimo Cinieri, Roberto Abbati, Giancarlo Condè, Francesco Migliaccio, Gigi Dall'Aglio, Ruggero Cara, Nicola Alcozer.
Il 24 giugno 2003 Luca Ronconi dirige il testo elisabettiano Peccato fosse puttana di John Ford. Uno spettacolo in due versioni: una con attori già noti (Luciano Roman, Laura Pasetti, Giovanni Crippa, Riccardo Bini, Pia Lanciotti, Barbara Valmorin) e l'altra con giovanissimi interpreti tutti maschi, proprio come nella tradizione elisabettiana (Raffaele Esposito, Simone Toni, Francesco Martino, Nicola Russo).
Una primissima rappresentazione davanti a 1500 spettatori (200 era il massimo concesso fino a quel momento) avviene il 12 giugno 2011, quando il maestro Claudio Abbado dirige la sua Orchestra Mozart.